# Énri mac Brian meic Aeda Buide
Énri mac Brian meic Aeda Buide  (mort en 1347)  est  roi de Tir Éogain de 1325 à 1345.

## Origine
Énri est le fils aîné de Brian mac Aeda Buide tué en 1295. par son parent Domnall mac Brian Ó Néill qui lui succède comme roi de Tir Éogain.

## Règne
La proximité de l'Ulster avec le royaume d'Écosse en fait la base naturelle de la campagne d'Édouard Bruce en Irlande.
En  1315 Domnall, roi de Tir Éogain prend le parti du prétendant et lui cède les droits de « roi héréditaire d'Irlande » des O'Néill.La campagne des écossais de leurs alliés Gallowglass à un effet dévastateur sur la région frappée par ailleurs une famine de trois ans (1315-1318) .
Énri mac Brian soutient quant à lui le parti du comte d'Ulster. Après la défaite et la mort Édouard lors de la Bataille de Faughart en octobre 1318 les domaines du Tir Eogain, sont divisés par le comte Richard de Bourg entre son allié Énri mac Brian et Domnall qui avait fait cause commune avec l'écossais Deux fils de Domnall sont tués Seoan  par Aed O' Domnaill  et  Brian son tanaiste en 1319 
Après la mort de Domnall en 1325 et le meurtre de son 3e fils Cú Ulad la même année, Énri demeure seul souverain du Tir Eogain jusqu'à ce qui soit chassé en 1345 par Aodh Reamhar. Il meurt deux ans après en 1347 

## Postérité
Énri est l'ancêtre du ancêtre du « Clann Aodha Buidhe  »anglicisé  en « Clanneboy ou Clandeboy ».